# Stenochironomus balteatus
Stenochironomus balteatus är en tvåvingeart som beskrevs av Art Borkent 1984. Stenochironomus balteatus ingår i släktet Stenochironomus och familjen fjädermyggor. Inga underarter finns listade i Catalogue of Life.